# Fontaine-les-Grès
Fontaine-les-Grès település Franciaországban, Aube megyében. Lakosainak száma 903 fő (2022. január 1.). Fontaine-les-Grès Échemines, Le Pavillon-Sainte-Julie, Saint-Mesmin és Savières községekkel határos.

## Népesség
A település népessége az elmúlt években az alábbi módon változott:
| Lakosok száma | 891  | 863  | 915  | 893  | 885  | 872  | 876  | 877  | 884  | 903  |
|               | 1968 | 1982 | 1990 | 2006 | 2013 | 2015 | 2017 | 2019 | 2020 | 2022 |